# Gerhard Schacht
Gerhard Schacht (* 6. April 1916 in Steglitz b. Berlin; † 7. Februar 1972 in Dortmund) war deutscher Militärattaché, Oberst und Träger des Ritterkreuz des Eisernen Kreuzes.

## Leben
Im Sommer 1935 nahm Schacht das Studium des Ingenieurwesens an der Technischen Hochschule Charlottenburg auf. Dort wurde er 1935 Mitglied der Berliner Burschenschaft Franconia (1950 auch Berliner Burschenschaft der Märker). Sein Studium brach er ab, um die Militärlaufbahn in der Luftwaffe einzuschlagen.
Schacht diente nach Abbruch des Studiums in der Aufklärungsabteilung 3 mot 3. Panzerdivision und wechselte zur Luftwaffe zum Fallschirm-Jäger Regiment 1 im November 1939 zu den Fallschirmjägern in Hildesheim und nahm am 10. Mai 1940 an der Erstürmung des belgischen Fort Eben-Emael als Leutnant in der Fallschirmjäger-Sturmgruppe "Beton" teil. Für diese Leistung erhielt er am 12. Mai 1940 das Ritterkreuz des Eisernen Kreuzes zusammen mit seiner Beförderung zum Oberleutnant. Im weiteren Verlauf des Krieges nahm er an der Luftlandeschlacht um Kreta, Kommandounternehmen in Nordafrika, der Schlacht um Monte Cassino sowie an der Befreiung Mussolinis teil. Anfang 1945 wurde er zum Major befördert und in den Generalstab versetzt. Am Ende des Krieges wurde er als Kommandeur eines Fallschirmjäger-Regiments z. b. V. an der Ostfront eingesetzt.
Nach dem Krieg war er zunächst Angestellter in München und arbeitete für die Organisation Gehlen und nachmalig für den Friedrich-Wilhelm-Heinz-Dienst.
Nach Aufstellung der Bundeswehr diente er ab Juni 1956 als G3 im Stab der 1. Luftlandedivision. 1962 wurde er zum Aufbau der Luftlandetruppe und Korpsheeresfliegerkommandeur III Korps in Koblenz kommandiert. Am 1. März 1965 wurde er Kommandeur des Heeresfliegerkommandos 3 und blieb dies bis 31. März 1968. Ab September 1968, nach Beförderung zum Oberst, war er Militärattaché an der Deutschen Botschaft in Teheran (Iran) und ab 1969 in gleicher Funktion in der Türkei eingesetzt. 1970 wurde er stellvertretender Kommandeur der 1. LL Division in Bruchsal. Schacht verstarb während seiner aktiven Dienstzeit und wurde mit militärischen Ehren in Dortmund beigesetzt.

## Familie
Er war mit Rolande Schacht verheiratet, die beiden hatten 3 Kinder.

## Auszeichnungen
- Eisernes Kreuz (1939) II. und I. Klasse
- Ritterkreuz des Eisernen Kreuzes am 12. Mai 1940[3]
- Deutsches Kreuz in Gold am 21. Dezember 1944[3]